# Eaton (Cheshire East)
Eaton – wieś w Anglii, w hrabstwie ceremonialnym Cheshire, w dystrykcie (unitary authority) Cheshire East. Leży 47 km na wschód od miasta Chester i 234 km na północny zachód od Londynu. W 2001 miejscowość liczyła 289 mieszkańców.